# George Malcolm Brown
George Malcolm Brown (Campbellford, Trent Hills, Condado de Northumberland, Ontário, 16 de julho de 1916 – 19 de maio de 1977) foi um médico canadense.
Estudou na Queen’s University e na Universidade de Oxford. Brown serviu no Royal Canadian Army Medical Corps na Europa durante a Segunda Guerra Mundial. Foi professor de medicina da Universidade Queen de 1951 a 1965. Foi presidente do College of Physicians and Surgeons of Ontario de 1956 a 1958 e do Royal College of Physicians and Surgeons of Canada de 1962 a 1964. Foi um membro do comitê do Canadian Institutes of Health Research de 1953 a 1965 e serviu como seu primeiro presidente full-time de 1965 a 1977.
Foi nomeado para o Canadian Medical Hall of Fame em 2000. O G. Malcolm Brown Memorial Fund foi estabelecido em sua memória para a promoção de pesquisas em ciências da saúde no Canadá.